# Uudet Kymmenen Käskyä
Uudet kymmenen käskyä (fin. Dziesięć nowych przykazań) – drugi album studyjny fińskiego zespołu Stam1na wydany 10 maja 2006 roku przez Sakara Records.

## Lista utworów
1. „Uudet kymmenen käskyä” – 4:42
2. „Merestä maalle” – 4:01
3. „Edessäni” – 4:11
4. „Viisi laukausta päähän” – 3:53
5. „Vapaa maa” – 4:43
6. „Lapsuus” – 3:48
7. „Paperinukke” – 4:02
8. „Suhdeluku” – 3:42
9. „Likainen parketti” – 4:48
10. „Ovi” – 4:43
11. „Kaksi reittiä yksi suunta” – 5:23

## Twórcy
Źródło
| Stam1na w składzie - Antti „Hyrde” Hyyrynen – śpiew, gitara - Pekka „Pexi” Olkkonen – gitara - Kai-Pekka „Kaikka” Kangasmäki – gitara basowa - Teppo „Kake” Velin – perkusja Personel - Miitri Aaltonen – produkcja, realizacja nagrań, miks - Mika Jussila – miks - Ville Hyyrynen – projekt okładki | Muzycy gościnnie - Jouni Hynynen – śpiew - Tuomo Saikkonen – śpiew wspierający - Rainer Nygård – śpiew wspierający - Emil Lähteenmäki – instrumenty klawiszowe - Kalle Virtanen – narracja |